# 11月蜂起

ポーランド王国
Królestwo Polskie (ポーランド語)

国の標語: Za wolność naszą i waszą（ポーランド語）
我らの、汝らの自由のために

11月蜂起またはカデット・レボリューション（英語：The Cadet Revolution、士官学校の革命、1830年 - 1831年）は、ポーランドおよびリトアニアで発生したロシア帝国の支配に対する武装反乱。1830年11月29日、ワルシャワでロシア帝国軍の陸軍士官学校に所属する若い下士官たちが、ピョトル・ヴィソツキに率いられて蜂起したことが発端となった。まもなく、蜂起にはポーランド社会の大部分が参加した。蜂起はいくつかの地域で成功を収めたものの、結局は数の上で圧倒的に優位なイヴァン・パスケヴィチ将軍率いるロシア軍に鎮圧された。

## 蜂起以前のポーランド
ポーランド分割後、ポーランド・リトアニア共和国は独立を喪失して国家としての実体を失った。しかし、ナポレオン戦争とロシアおよびオーストリアに対するポーランド分割期の諸戦争の結果、その旧領の一部にはワルシャワ公国が建国された。ところがこの新国家もウィーン会議の決議によって消滅し、再びロシア、プロイセン、ハプスブルク帝国によって分割された。オーストリア・ハンガリーは旧共和国の南端部の一部を併合し、プロイセンは西部を奪って半自治的なポズナン大公国を創設し、分割において指導的な役割を果たしたロシアは旧領の残る大部分に半自治的なポーランド立憲王国をおいてこれを支配した。
まもなく、立憲王国はかなり大幅な自治権を有するようになり、ロシアの支配にも間接的に従属するだけだった。ロシアと立憲王国は人的同君連合であり、ロシア皇帝がポーランド王を兼ね、ポーランド国家は独自のセイム（国家議会）と政府を有し、裁判所、軍隊、国家財政の面でも独立していた。しかし立憲王国に与えられていた自由は徐々に削減され、憲法は次第にロシア当局から無視されるようになった。アレクサンドル1世は正式にポーランド王として戴冠することはなかった。その代わり、皇帝は憲法に違反して弟のコンスタンチン・パヴロヴィチ大公を総督に任命した。
ウィーン会議での決議が調印されて間もなく、ロシアはこの決議を尊重しなくなった。1819年、アレクサンドル1世は立憲王国における出版の自由を取り上げ、検閲を導入した。ニコライ・ノヴォシリツェフ伯爵に率いられたロシア秘密警察は、ポーランド地下組織への迫害を開始し、1821年には勅令によってフリーメイソンが禁止された。（チャルトリスキ家の人々をはじめとするポーランドのフリーメイソンは啓蒙主義の時代にヨーロッパ初の民主主義成文憲法である「1791年憲法」（5月3日憲法）を制定した政治運動の中心的存在で、ポーランド分割後もポーランド国内の自治拡大および民主化のための運動を主導していた）。1825年、セイムの議事進行は非公開となった。
同君連合を支持する大多数のポーランド人政治家の抗議にもかかわらず、コンスタンチン大公は当時のヨーロッパで最も進歩的だったポーランド憲法を遵守することなく政治を運営した。大公はポーランド人の社会組織や愛国者組織、カリシュ派の自由主義的な反体制運動を迫害し、重要な行政官職をポーランド人から奪ってロシア人に与えた。ポーランド人ヨアンナ・グルジンスカと結婚していたにもかかわらず、大公は一般的にすべてのポーランド市民（注：ポーランドは多民族の市民の連合社会）および多文化民主主義の敵と見なされていた。さらに、コンスタンチンがポーランド軍の司令官だったことは、士官学校内で深刻な対立を引き起こした。こうした不和のため、立憲王国中で軍隊を初めとして様々な陰謀が計画されることになった。

## 発端
軍事衝突の始まりは、ピョトル・ヴィソツキに指導された若い士官学校の生徒たちが陰謀を計画し、1830年11月29日に武装してコンスタンチン大公の居所であるベルヴェデル宮殿を襲った事件だった。ワルシャワに蜂起を広げたのは、ポーランド軍を動員してフランスの7月革命とベルギー革命を鎮圧しようというロシアの計画が、明確にポーランド憲法に違反していることだった。反乱者はベルヴェデルになだれ込んだが、大公は女装して宮殿を脱出した。反乱者は市の中心にある武器庫に向かい、小競り合いの後でこれを占拠した。翌日、武装したポーランド市民がロシア軍をワルシャワの北方へと撤退させた。この事件はワルシャワ蜂起ないし11月の夜（Noc listopadowa）と呼ばれている。

## 蜂起
11月29日夜の事件は瞬く間に広まり、驚きをもって迎えられた。ポーランド政府（行政評議会）が直ちに召集され、この事態を統制するための方策と今後の一連の行動について協議した。不人気な閣僚は更迭され、元ロシア外務大臣のアダム・イェジ・チャルトリスキ公、歴史家のユリアン・ウルシン・ニェムツェヴィチ、ユゼフ・フウォピツキ将軍のような人物が新たに政府に参画した。チャルトリスキ公を中心とする皇帝忠誠派は、すぐにコンスタンチン大公と交渉を開始し、事態を平和裏に解決しようとした。しかしチャルトリスキがコンスタンチンは攻撃者を赦すつもりであり、事件を穏健な形で収拾する気でいると告げると、マウリツィ・モフナツキらの急進派は憤激して和解を拒み、国民蜂起を開始することを要求した。ロシアとのいきなりの交戦を恐れた政府は、コンスタンチンとロシア軍を引き離すことに同意した。
モフナツキは新しく任命された閣僚たちを信用しておらず、政府の中身を自らの組織した愛国協会の人々に変えようとした。12月3日にワルシャワで大々的な示威行動が行われ、モフナツキは政府と市外で野営していたコンスタンチン大公を公然と非難した。モフナツキは戦争による荒廃を免れさせ、ポーランド本国の食糧供給を確保するため、リトアニアでの軍事遠征を主張した。彼ら愛国協会は政府（行政評議会）に多くの要求を突きつけた。その中の主な項目には、革命政府の樹立とコンスタンチンが率いるロシア軍部隊に対する即時攻撃などがあった。ヴィンツェンティ・クラシンスキ伯爵とジグムント・クルナトフスキ伯爵の2人を除くほぼ全ての将軍が、ポーランド軍を率いて蜂起に参加した。
蜂起以前の内閣から残る4人の閣僚が行政評議会から追い出され、モフナツキおよび彼を支持するヨアヒム・レレヴェルら愛国協会の3人のメンバーが後釜に座った。新しい政府は「臨時政府」と呼ばれた。この一連の行動を正当化するため、臨時政府はセイムを招集し、1830年12月5日、セイムはフウォピツキを「蜂起における独裁官」であると宣言した。フウォピツキ本人はこの蜂起を狂気の沙汰だと考えていたが、強い圧力に屈伏してしばらくの間軍隊を率いることに同意した。しかし、心中では密かにポーランド軍の敗北を望んでいた。彼は多くの勲章を持つ歴戦の勇将だったが、コンスタンチン大公にいいように騙されて退役していた。フウォピツキはロシア帝国の力を過大評価しており、ポーランド革命運動の熱狂的な力を過小評価し過ぎていた。その気質と信念からフウォピツキはロシアとの戦争に勝てるとは思えず、この戦争に反対していた。彼は国内平和の維持と憲法護持だけを望んで独裁官職を引き受けた。
ポーランド人は皇帝ニコライ1世が兄コンスタンチン大公の窮地に気付いていないと信じ切っており、蜂起はロシア当局が憲法の遵守を認めることで沈静化するかも知れないため、フウォピツキはまず最初にフランチシェク・クサヴェリ・ドルツキ＝ルベツキ公をサンクトペテルブルクに派遣して交渉を行わせた。フウォピツキはポーランド軍の強化を控え、軍事攻撃によってロシア軍をリトアニアから撤退させるべきだとする意見をしりぞけた。しかしワルシャワの急進派は戦争とポーランドの完全な自由を要求していた。12月13日、セイムはついにロシアに対する「市民蜂起」を宣言し、1831年1月7日にドルツキ＝ルベツキ公が何の譲歩も得られないまま帰国した。ツァーリはポーランドの完全かつ無条件の降伏を要求し、「ポーランド人は皇帝の御慈悲に従うべきである」との宣言が出された。しかし皇帝の意図は、フウォピツキがその翌日に独裁官を辞任したことで挫折した。
ポーランドの政治権力は今やヨアヒム・レレヴェルに率いられる愛国協会に集まった急進改革派たちの手に渡った。1831年1月25日、セイムはニコライ1世を廃位する内容の法令を通過させ、ロシア・ポーランド同君連合を法的に解消した。これはロシアに対する宣戦布告をしたも同然だった。そして「ポーランド市民は独立した人々であり、王に相応しい人物にポーランド王冠を差し出す権利を有し、その人物は自らが誓った信条を遺漏なく遵守し、誠意をもって市民の自由を保証する誓約を尊重するべきである」という宣言が出された。
1月29日、アダム・イェジ・チャルトリスキを首班とする国民政府が樹立され、ミハウ・ゲデオン・ラジヴィウがフウォピツキの辞職した独裁官職を引き継いだ。フウォピツキは説得を受けて軍を指揮することに同意した。

## ロシア・ポーランド戦争

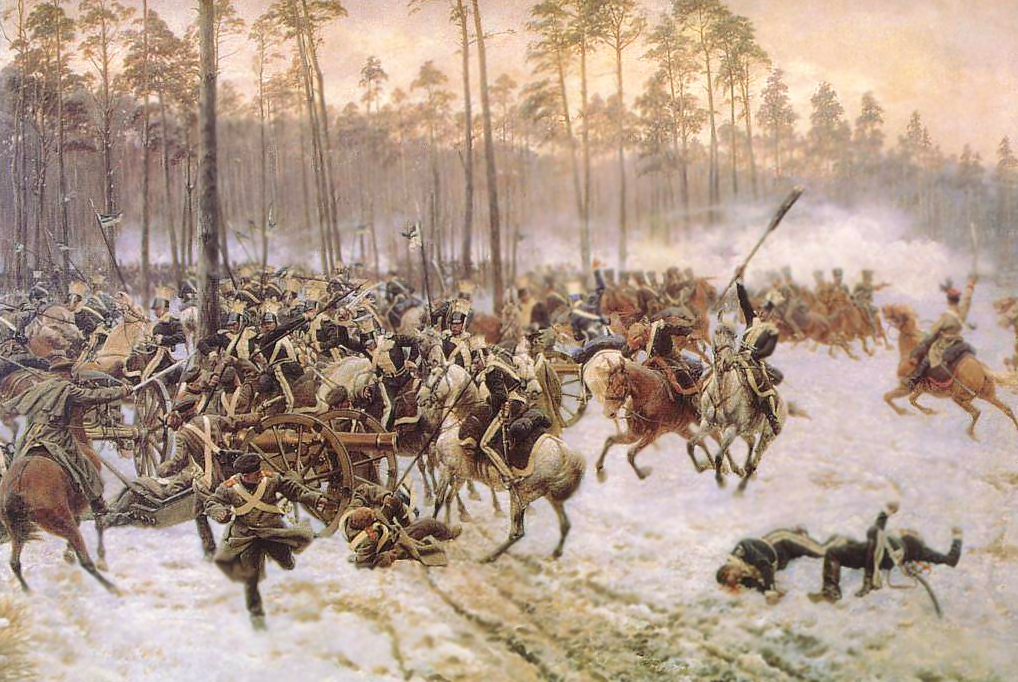
ストチェクの戦い

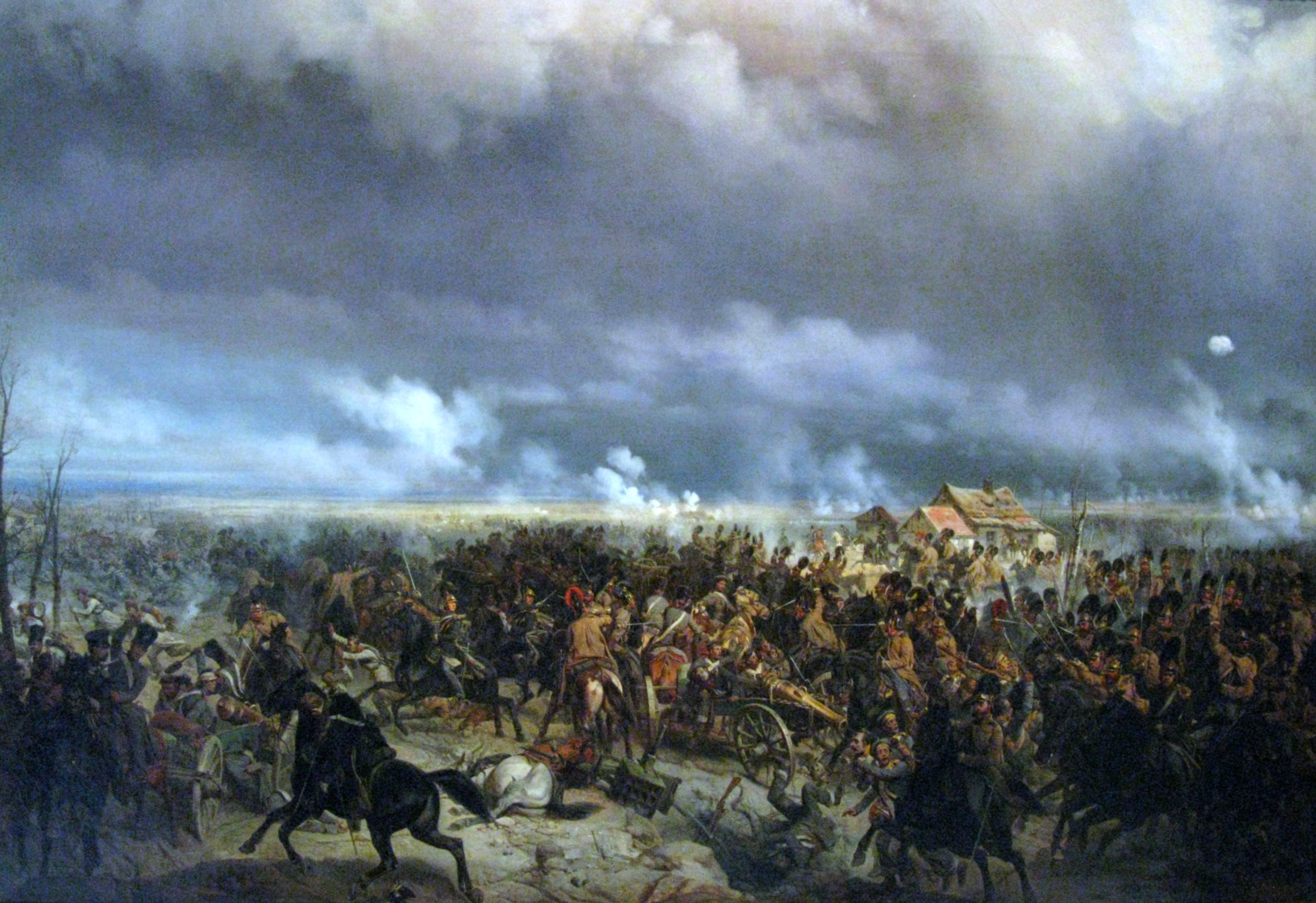
オルシンカ・グロホフスカの戦い

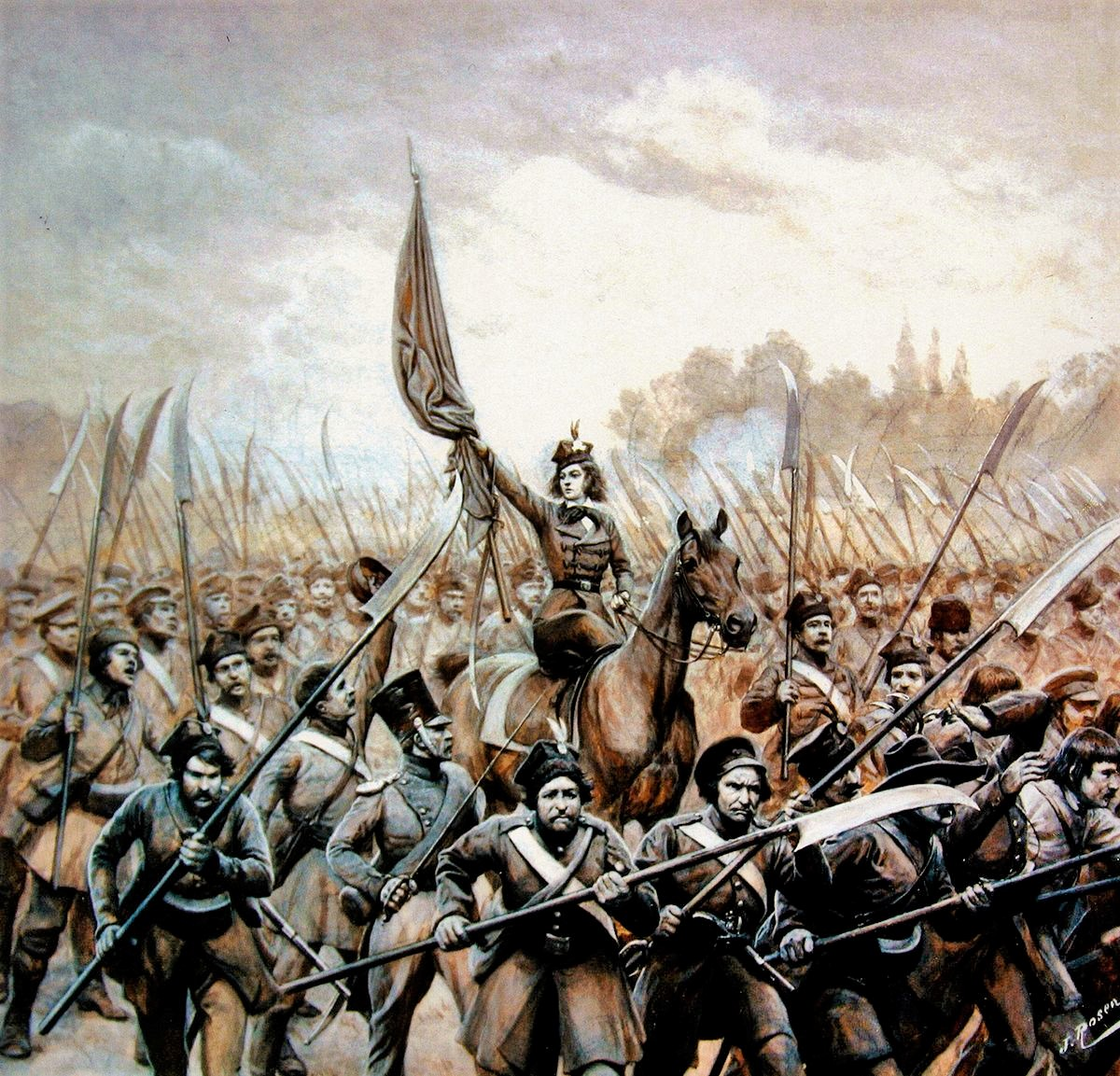
武装した群衆を指揮するエミリア・プラテル

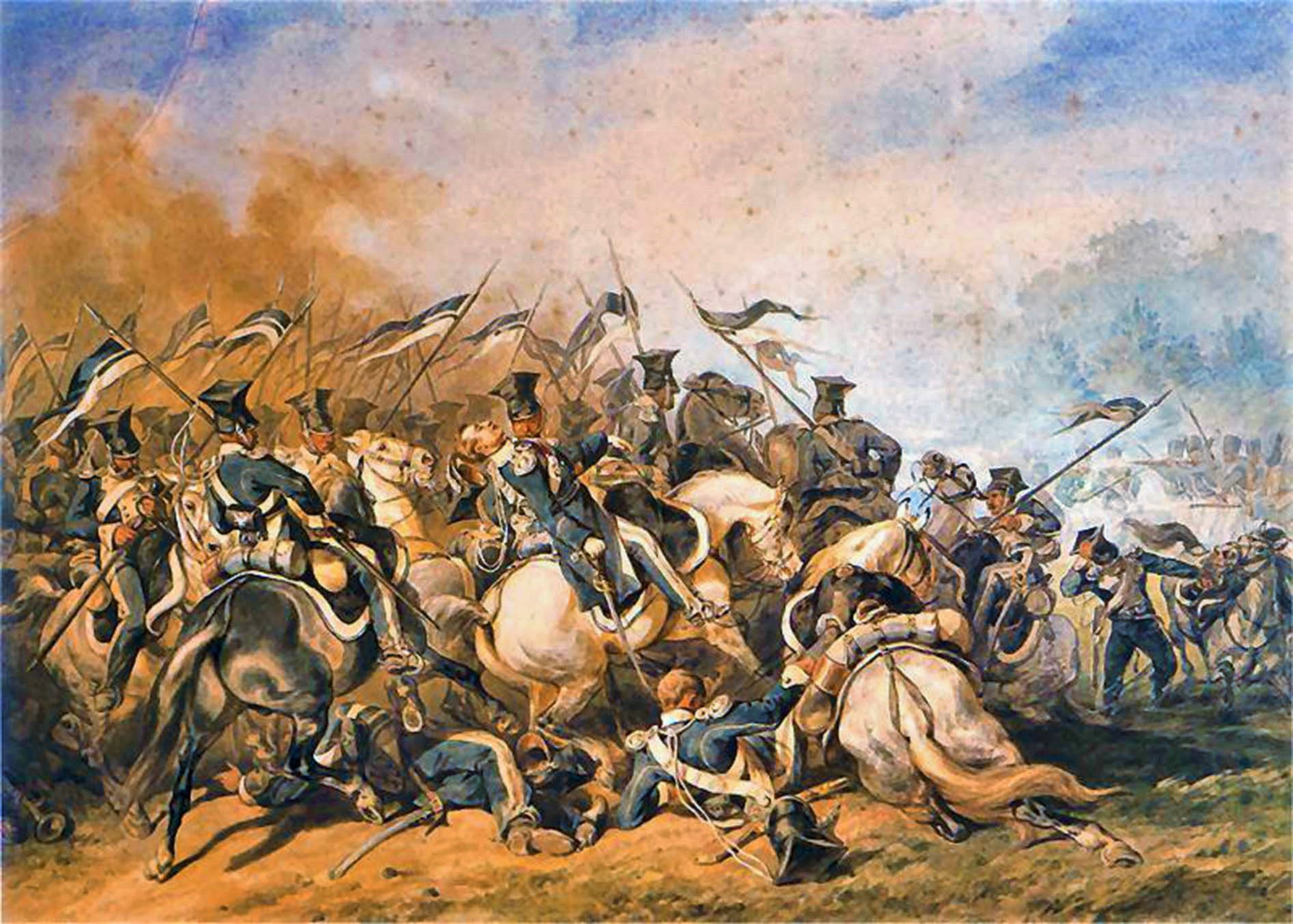
「オストロウェンカの戦い」ユリュシュ・コッサク画

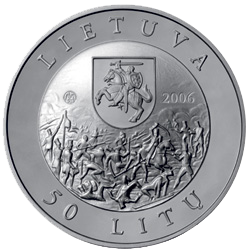
蜂起を顕彰したリトアニアの50リタス記念硬貨

リトアニアを主戦場にしようというポーランド側の構想は実現させるのが遅すぎた。数日後、陸軍元帥ハンス・カール・フォン・ディービッチュが率いる11万5000のロシア軍の精鋭がポーランド国境を通過した。最初の大規模な戦いは1831年2月14日、ウツク近郊のストチェク村で起きた。このストチェクの戦いで、准将ユゼフ・ドヴェルニツキ麾下のポーランド騎兵隊は敵将テーオドル・ガイスマル率いるロシア部隊を打ち負かした。しかしこの勝利は多くの犠牲を出して勝ち取られたもので、さらにロシアのワルシャワへの進軍を押しとどめることは出来なかった。ドブレ、ヴァヴェル、ビャウォウォンカでの戦いは、両軍とも決定的な勝利を得られなかった。
ポーランド軍は首都防衛のためヴィスワ川の右岸に集結した。2月25日、およそ4万人のポーランド軍分隊はワルシャワの東で6万のロシア軍と衝突し、オルシンカ・グロホフスカの戦いが始まった。両軍は2日近くの激戦の末に多くの犠牲者を出して、双方とも撤退した。7000人のポーランド兵が戦死したが、ロシア軍側の戦死者はおそらくさらに多かった。ディービッチュはシェドルツェへの撤退を余儀なくされ、ポーランド軍はワルシャワ防衛に成功した。
フウォピツキは一連の戦いで勇猛さを発揮したものの、オルシンカの戦いで負傷してしまい、司令官の地位をヤン・スクシネツキに譲った。スクシネツキはフウォピツキと同様、ナポレオンの下で武功を立てて名声を得た人物で、やはりコンスタンチン大公に煙たがられて退役していた。スクシネツキもやはりロシアとの戦争を無益と確信していたものの、軍を率いてグロホフの戦いを勝利に導いた。無能で決断力のないミハウ・ゲデオン・ラジヴィウが独裁官を退くと、スクシネツキが後継者とされた。彼はロシアの軍司令官との交渉によって戦争を終わらせようとし、ポーランドに有利な形で外国が調停に出てくることを望んでいた。
ポーランドの自由回復の悲願はヨーロッパ中から大きな共感を得た。パリではラファイエット侯爵の主催でポーランドを熱狂的に支持する集会が開かれた。アメリカ合衆国ではポーランド独立の大義のため、募金が集められた。しかしフランス政府とイギリス政府はこれを快く思わなかった。ルイ・フィリップは自身の新政権がヨーロッパ諸国に正統な政府として認められることばかり気にしており、パーマストン卿は親ロシア派で知られていた。イギリスはこの事件がフランスの革命精神の再覚醒につながるのを恐れたし、ロシアが弱体化するのを望まなかった。パーマストンは述べている、「ヨーロッパは秩序という大義のために間もなくロシアの国際貢献を必要とするだろう、そしてポーランドがフランスと同盟を結び、フランス領ヴィスワ県になってしまうのは避けねばならない」。オーストリアとプロイセンはロシアに好意的な形での中立を選択した。2国は自らの領有するポーランド地域を封鎖し、一切の軍需品を立憲王国内に持ち込ませないようにした。
こうした状況下で、ロシアとの戦争には暗く不安な見通しが立ち始めた。ポーランド人たちは必死に戦い、ヴォウィン（ヴォルィーニ）、ポドレ（ポジーリャ）、ジェマイティヤ、リトアニアを反乱に駆り立てようとした。若き伯爵夫人エミリア・プラテルと数人の将軍たちが起こしたリトアニアでの蜂起を除けば、こうした旧ポーランド・リトアニア共和国領の辺境地域でのゲリラ戦は大した効果をもたず、ロシアに地域の活力を殺ぐ機会をいたずらに与えただけになった。中でも、ロシア軍の悪名を高くしたのはリトアニアのオシュミャナ（アシミャヌィ）という小都市での住民に対する虐殺だった。一方、ポーランドにはミハイル・パヴロヴィチ大公に率いられた新たなロシア軍が到着したが、ポーランド人に何度も敗北していた。しかし恒常的な戦争と、8000人のポーランド兵が命を落としたオストロウェンカの戦いのような血腥い戦闘が繰り返された結果、ポーランド軍はかなりの消耗を見せ始めた。将軍たちの失策や相次ぐ交替と辞職、外国の調停を望む総司令官のやる気のなさなどが、軍隊の間の絶望感をさらに助長した。
最も急進的な民主派は、臨時政府内の混乱の結果生じた決断力の不足のみならず、臨時政府が農地改革に消極的なことや農民の土地保有権を認めないことを批判し始めた。しかしセイムは、ロシアとの戦争がヨーロッパ諸国に社会的な「革命」だと見なされることを恐れ、急進派への譲歩を引きのばしてこの問題を棚上げにしていたのである。このため当初は烈しかった農民たちの戦争への熱狂は醒めてゆき、国民政府の消極性が露呈しはじめた。
この時期、ロシア軍では戦病死したディービッチュに代わってイヴァン・パスケヴィチ将軍が指揮を任され、ワルシャワの包囲に取りかかった。スクシネツキはロシア軍の結集を止めることに失敗し、セイムは彼を総司令官から罷免してヘンリク・デンビンスキ将軍に一時的に総指揮を執らせるよう求める市民の要求を呑んだ。状況はすっかり様変わりしていた。暴動が発生し、政府は混乱を来していた。ヤン・クルコヴィエツキ伯爵が新たに統治評議会の首班となった。彼はポーランドの軍事的勝利をほとんど信じていなかったが、この熱狂状態を鎮めればより有利な条件で戦争を終わらせることが出来ると考えていた。
ユゼフ・ソヴィンスキ将軍の決死の防衛も空しく、ワルシャワ郊外のユダヤ人の自治都市ヴォーラが9月6日にパスケヴィチの手に落ちた。翌日、ワルシャワ防衛軍の第2戦線がロシア軍の攻撃を受けた。9月7日の夜にクルコヴィエツキは降伏したが、ワルシャワはまだ持ちこたえていた。クルコヴィエツキはすぐに退けられ、ボナヴェントゥラ・ニェモヨフスキが新たなポーランド政府の最高責任者となった。軍と政府はヴィスワ川の畔におかれたモドリン要塞（ロシアがノヴォ＝ゲオルギエフスクと改称していた）に逃げ込み、その後ポロツクに撤退した。ジローラモ・ラモリーノ麾下のポーランド精鋭部隊がオーストリア領ガリツィアを通過後に降伏し、主力軍への合流が不可能になったというニュースがもたらされると、政府は方針を変える必要に迫られた。もはや戦争の継続が不可能なのは明らかだった。
1831年10月5日、2万人のポーランド軍の残党が、ロシアに屈伏するよりはましだと判断し、プロイセン国境を通過してブロドニツァで降伏した。ストルィイェンスキという名の大佐ただ一人が、特別の優遇を期待してロシアに降伏した。
ドンブロフスキのような前世代の将軍の例にならい、ユゼフ・ベム将軍もプロイセンとガリツィアでポーランド軍を立て直してフランスに率いて行こうとしたが、プロイセンはベムの計画を邪魔した。これによりプロイセンに逃げたポーランド軍は50人ないし100人単位でドイツ中の様々な地域を放浪せざるを得なくなったが、プロイセン中央政府の意向とは裏腹に、彼らが通過したドイツの諸国の各地で現地の市民による熱狂的な歓迎を受けることとなった。（これらのポーランド人将兵のなかには、のちに世界最高の時計製造メーカー「パテック・フィリップ」を創業することになるアントーニ・パテックやフランチシェック・チャペックがいた。特にパテックはベム将軍直々の命によりポーランド殿軍の集結地点の主任を務めていた）。ザクセン王アントン、ザクセン＝ヴァイマル大公妃、ザクセン＝コーブルク＝ゴータ公エルンストら何人かのドイツ君主たちは、この騒乱を支持してさえいた。しかしドイツ中で設立されたポーランド問題に関する委員会は、ロシアの強い圧力で全て閉鎖することを余儀なくされた。

## 蜂起以後

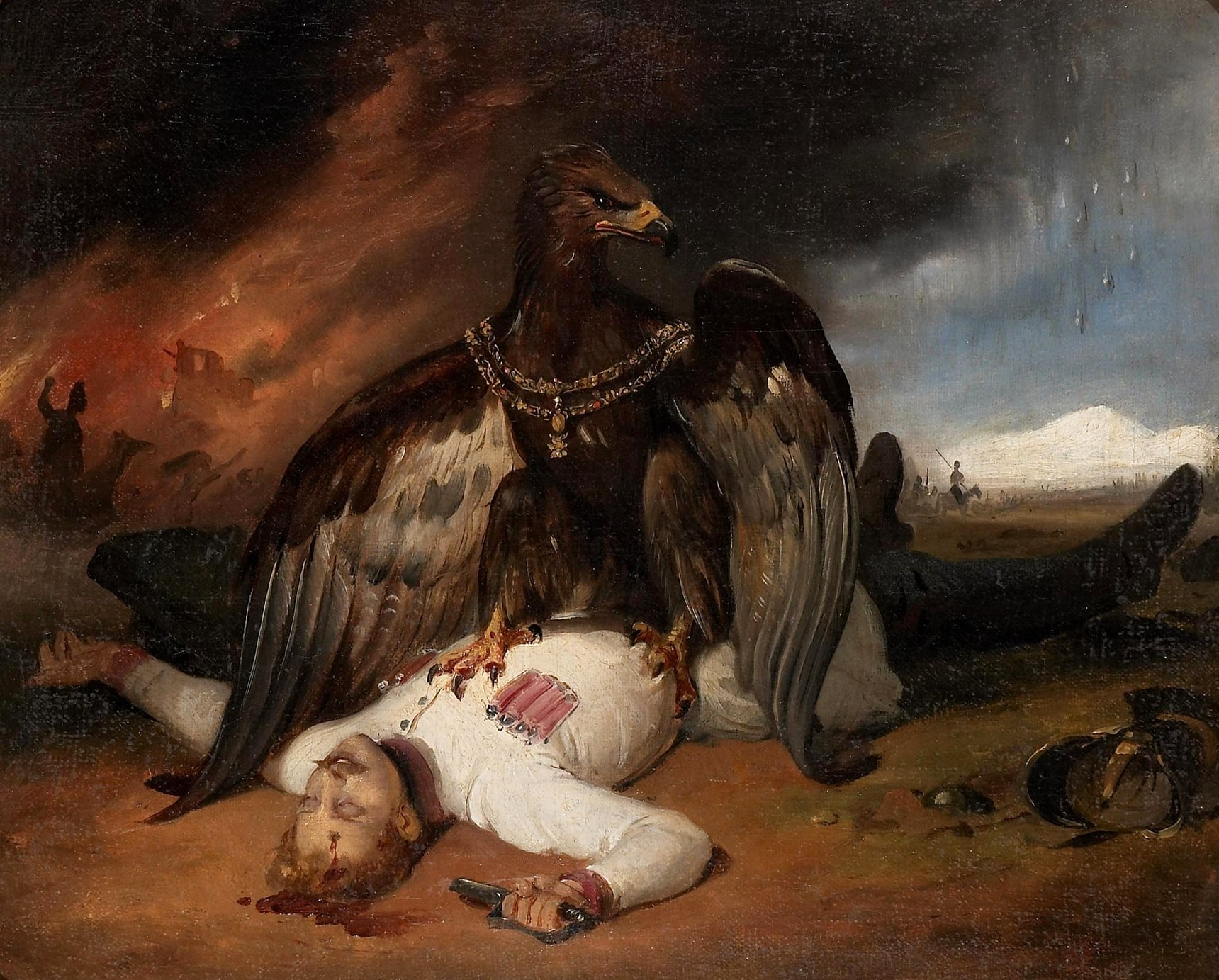
「ポーランドのプロメテウス」オラース・ヴェルネ画、失敗した11月蜂起の寓意

アダム・イェジ・チャルトリスキは、ロシアとの戦争は1830年11月に若い愛国者たちが無定見に引き起こしたもので、早すぎたにせよ遅すぎたにせよ時期が悪すぎたと述べている。1828年の露土戦争中に蜂起を起こしていれば、ロシアがポーランドにこれほど大規模な軍隊を投入することは出来ず、展開は違っていただろうという意見もある。ロシアのプジレフスキー将軍を始めとする多くの軍事評論家は、2国の間には資力に大差があったが、ポーランドが常に好機をとらえて行動し、巧妙に軍事作戦を展開したと見ている。ロシアは18万のよく訓練された兵隊を送り込んだ一方で、対峙するポーランドは兵力7万人で、その30％が開戦時に雇われたばかりの新兵だった、にもかかわらずである。
ポーランドでは、蜂起したポーランド人の無政府状態と団結力の無さがポーランド市民の敗北の原因だったという見方もある。反乱が本格的に始まったとき、人々は意見の分裂が敗北を招くのを恐れ、何の批判もなく指導者に専制的権力を与えた。不運にも、過去の功績から期待されて指導者に選ばれた人物は、期待された指導力を発揮出来なかった。さらに、彼ら指導者の多くが、時期の悪さから蜂起の成功を信じていなかった。
軍事的には、ポーランド軍がもし戦線をリトアニアにおくことに成功するか、ポーランドに攻め入ったロシア軍を分断できていれば、成功した可能性もある。
ポーランドからフランスに亡命した女性達は、故郷の喪失を悼むために黒いリボンと宝石を着けていた。1999年に公開されたアンジェイ・ヴァイダ監督の映画作品『パン・タデウシュ物語』の冒頭には、同様の姿をした女性達が登場している。